# 達米安斯維爾 (伊利諾伊州)
達米安斯維爾（英語：Damiansville）是位於美國伊利諾伊州克林頓縣的一個村落。

## 地理
達米安斯維爾的座標為38°30′34″N 89°37′27″W / 38.50944°N 89.62417°W，而該地最高點為海拔高度130米（即427英尺）。

## 人口
根據2010年美國人口普查的數據，達米安斯維爾的面積為2.13平方千米，當中陸地面積為2.13平方千米，而水域面積為0.00平方千米。當地共有人口491人，而人口密度為每平方千米230人。